# Giải Video âm nhạc của MTV
Lễ trao giải thưởng Video âm nhạc của MTV (MTV Video Music Awards hay VMAs) được tổ chức lần đầu vào cuối mùa hè năm 1984 để tôn vinh những video âm nhạc trong năm. Bắt đầu như bản sao của giải Grammy, MTV Video Music Awards giờ là một văn hóa quần chúng gây nhiều chú ý nhờ uy tín của giải. Giải thường xuyên được giới thiệu và truyền hình trực tiếp trên kênh MTV. Những địa điểm đã từng diễn ra lễ trao giải là New York, Los Angeles, Miami, và Las Vegas. Năm 2008, MTV Video Music Awards sẽ diễn ra tại Hollywood, Los Angeles, California ở Paramount Pictures Studios vào ngày 7 tháng 9.
Giải thưởng được trao cho người thắng giải là tượng một nhà du hành vũ trụ trên Mặt Trăng, một trong số những biểu tượng lâu đời nhất của MTV. Thời điểm thích hợp cho MTV Video Music Awards bắt đầu từ 1 tháng 7. Trước năm 2002, VMAs theo truyền thống được tổ chức vào ngày thứ năm đầu tiên của tháng 9. Nhưng sau đó, nó đã lùi lại một tuần để không trùng với lễ kỉ niệm sự kiện 11 tháng 9.

## Những sự kiện đáng chú ý

### Thập niên 1980

Madonna và màn trình diễn ca khúc "Like a Virgin"

- Màn trình diễn của Madonna tại lễ trao giải MTV Video Music Awards lần đầu tiên năm 1984 trở thành biểu tượng của nghệ thuật trình diễn trong lịch sử âm nhạc. Cô trình diễn ca khúc "Like a Virgin" trong trang phục áo cưới và một chiếc thắt lưng mang hiệu "Boy Toy". Trong lúc biểu diễn, cô ấy lăn một vòng trên sàn diễn, để lộ ra những bít tất dài, và làm một số động tác mang tính khêu gợi[1].
- Whitney Houston, một trong những nữ nghệ sĩ Mỹ gốc Phi đầu tiên xuất hiện trên truyền hình, biểu diễn "How Will I Know" và "Greatest Love of All". Trước đó người ta không bao giờ chiếu những video âm nhạc của người da màu.
- Diễn viên hài nhiều tai tiếng Andrew Dice Clay xuất hiện tại VMAs năm 1989 để quảng bá cho bộ phim mới của anh, The Adventures of Ford Fairlane. Sau đó Clay đã bị cấm vĩnh viễn xuất hiện trên truyền hình do anh dùng những từ ngữ thô tục quá mức[2].
- Sau khi biểu diễn tại VMAs 1989 với Tom Petty, Guns N' Roses tay ghita Izzy Stradlin bị Vince Neil, ca sĩ của nhóm Mötley Crüe tấn công dẫn tới một trận xô xát giữa Vince và Axl Rose của Guns N' Roses khi Axl đứng lên bảo vệ cho Izzy[3].

### Thập niên 1990
- Xung đột giữa Michaels Bret của Poison và C.C. DeVill lên đến cực điểm tại VMAs năm 1991, khi màn trình diễn của DeVill bị chê là lạc lõng, vớ vẩn, không phù hợp. DeVille đã phải rời khỏi nhóm và được thay thế bởi tay ghi-ta người Pennsylvania Richie Kotzen[4].
- VMAs 1991 còn có sự xuất hiện đầu tiên trước công chúng của Paul Reubens sau khi bị bắt giữ vì việc dẫn chương trình vô liêm sỉ những năm trước đó. Ông xuất hiện trong trang phục như Pee-wee Herman, ông ta nhận được một sự cổ vũ nhiệt tình, sau đó ông ta hỏi khán giả, "Nghe bất kỳ lời nói đùa tốt nào vừa mới đây?"[5].

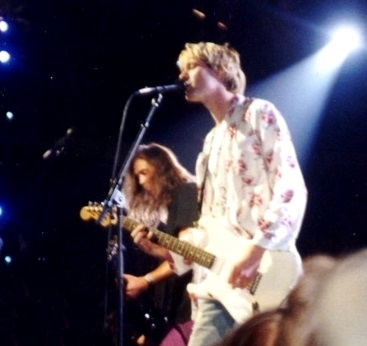
Nirvana biểu diễn tại VMAs 1992

- Năm 1992, MTV yêu cầu Nirvana trình diễn ca khúc "Smells Like Teen Spirit" trong khi bản thân ban nhạc lại thích chơi bài hát mới của họ, " Rape Me" và "Tourette's". MTV cảm thấy e ngại với ý tưởng trình diễn bài hát có tên là "Rape Me" và cuối cùng thì đồng ý cho ban nhạc chơi bài "Lithium" thay vào đó. Khi ban nhạc bắt đầu buổi biểu diễn, Kurt đã đập nhịp trên ghi ta và hát một vài đoạn trong bài "Rape Me" làm cho những người làm chương trình MTV bị sốc trước khi ban nhạc hát vào bài chính "Lithium". Gần cuối bài hát, Krist Novoselic đã nhận ra rằng có rắc rối về điện với cây đàn của mình và đã quyết định ném cây bass của anh vào khoảng không để gây kịch tính cho đêm diễn. Anh đã nằm ra đất và cây bass rơi xuống phía trước trán anh, làm anh bị choáng và ngã ra trước sân khấu[6].
- "November Rain" của Gun N'Rose' là một trong những video được yêu cầu nhiều nhất trên MTV, chiến thắng một giải MTV Video Music Award cho "Nghệ thuật làm phim tốt nhất" vào năm 1992. Trong lễ trao giải, nhóm biểu diễn "November Rain" với ca sĩ Elton John. Do cuộc xích mích Axl với Cobain, thời gian trước giờ biểu diễn "November Rain", Cobain làm hỏng những phím đàn piano mà anh ta nghĩ là của Axl. Cobain sau đó đã tiết lộ rằng anh ta choáng khi thấy Elton John chơi chiếc pianô mà anh ta vừa làm hỏng.
- Tại giải VMAs 1994, không lâu sau sự xuất hiện đầy xúc phạm tại Late Show with David Letterman, Madonna được chọn là người công bố người đoạt giải "Video xuất sắc nhất của nhóm nhạc". Madonna xuất hiện trên khán đài cùng với David Letterman. Trên micro, Letterman nói với cô "Tôi sẽ ở ngoài bởi ô tô. Xem lại ngôn ngữ của cô đi", và sau đó bỏ đi.

### Thập niên 2000

Nụ hôn gây nhiều tranh cãi của Madonna và Britney Spears năm 2003.

- Tại VMAs 2000, Britney Spears có một buổi biểu diễn đáng nhớ "(I Can't Get No) Satisfaction" và bài hát mới của cô "Oops!... I Did It Again". Chỉ mới 18 tuổi, Britney gây sốc cho các phương tiện truyền thông bằng việc đã xé toạc bộ đồ biểu diễn để lộ ra một phần của bộ bikini màu tím[7]. Còn Christina Aguilera thực hiện một màn biểu diễn bốc lửa với ca khúc "Genie in a Bottle" và "Come On Over" cùng Fred Durst.
- Cũng tại VMAs 2000, Britney Spears và Christina Aguilera chứng minh rằng những tin đồn cạnh tranh nhau của họ là giả bằng việc đi cùng nhau, nắm tay nhau và cùng giới thiệu Whitney Houston. Houston trong giai đoạn này đang có những hành vi bất thường người và có những scandal liên quan đế việc dùng cần sa. Nhưng cô cũng đi ra sân khấu trong sự cổ vũ nhiệt tình của khán giả và trao 1 giải cho Eminem với chồng là Bobby Brown cũng mới ra tù không lâu. Houston có những hành vi rất bất thường, cô nhảy lên nhảy xuống và nói "tự do" để minh họa cho việc chồng mình mới ra tù.
- Một năm sau, tại MTV Video Music Awards 2001, Britney Spears lần nữa gây sốc khán giả khi cô biểu diễn ca khúc mới "I'm a Slave 4 U" Cùng với việc nhảy nhót trong trang phục mát mẻ, cô còn biểu diễn với một con rắn vàng. Màn trình diễn này đã gặp phải nhiều chỉ trích từ PETA[8].
- Năm 2002, Christina Aguilera làm dấy lên nhiều tranh cãi và chỉ trích khi xuất hiện trên thảm đỏ với tóc tai, khuôn mặt trang điểm khác người, bộ xiêm y hở hang chỉ có một chiếc khăn quấn quanh cổ che ngực cô. Đây là một trong những trang phục dị hợm nhất trong lịch sử lễ trao giải này. Và năm sau đó, cô tiếp tục thu hút chú ý với chiếc váy đính đầy lông vũ màu hồng.
- Năm 2003, Madonna lại một lần nữa gây sốc cho dư luận khi hôn hai nữ ca sĩ đàn em là Britney Spears và Christina Aguilera ngay trên sân khấu khi cô biểu diễn ca khúc "Hollywood". Trước đó thì Britney và Aguilera cũng đã hát ca khúc "Like a Virgin" trong trang phục và cách biểu diễn giống hệt như Madonna đã từng thể hiện 19 năm trước. Nụ hôn của Madonna với Britney dường như được dư luận chú ý hơn. Madonna sau đó đã đưa ra lời giải thích: "Tôi là một ngôi sao nhạc Pop trưởng thành còn Britney là ngôi sao nhạc Pop mới nổi. Tôi hôn Britney là để truyền sinh lực cho cô ấy".
- Tại VMAs 2005, Shakira làm nên lịch sử bằng màn trình diễn đầu tiên bằng toàn tiếng Tây Ban Nha trong ca khúc "La Tortura" với Alejandro Sanz. Đó cũng là lần đầu mà một video Tây Ban Nha có mặt trong danh sách đề cử.

Bộ váy thịt của Lady Gaga gây sốc năm 2010.

- VMAs 2007 được biết đến nhiều hơn nhờ màn trình diễn tai tiếng của Britney với đĩa đơn trở lại của cô, "Gimme More". Cô bị vướng vào những rắc rối cá nhân suốt năm 2007, nên buổi biểu diễn của cô bị phê phán là quá tẻ nhạt, hát nhép một cách lộ liễu và vũ đạo nghèo nàn.
- VMAs 2008, Britney Spears chứng tỏ sức mạnh của mình vẫn còn bằng việc thắng liên tiếp 3 hạng mục quan trọng: Video nhạc pop hay nhất, Video của nữ ca sĩ xuất sắc nhất và Video của năm. Christina Aguilera thì trở lại sân khấu sau khi sinh con với màn biểu diễn bài hát "Genie 2.0" và "Keeps Gettin' Better".
- Năm 2009, VMAs thật sự gây sốc. Lady Gaga - nữ ca sĩ chiến thắng ở hạng mục Nghệ sĩ mới xuất sắc nhất có màn trình diễn ca khúc "Paparazzi". Khi đang biểu diễn, Lady Gaga tự đấm vào ngực và máu chảy xuống và bê bết khắp người. Cô tỏ ra đau đớn, nhăn nhó quằn quại như người sắp chết và kết thúc bằng việc treo cổ. Màn trình diễn sau đó đã bị Gold Halmington, một thành viên của Tổ chức chống tự tử ở nước Mỹ lên tiếng: "Tôi không biết gọi màn biểu diễn này là gì ngoài cụm từ "vô trách nhiệm". Lady Gaga nên biết rằng, vấn nạn tự tử ở nước Mỹ và các nước đang phát triển đang phức tạp như thế nào. Cô ta là một ngôi sao trẻ và nổi tiếng, nên những hành động của cô ấy sẽ ảnh hưởng lớn đến giới trẻ".
- Cũng trong VMAs 2009, rapper Kayne West đã làm cho người hâm mộ và nhiều người thân của Taylor Swift tức giận. Kayne West bắt đầu phá ngang lời phát biểu của Taylor khi cô giành giải Video của nữ nghệ sĩ xuất sắc nhất. Anh đã nhảy lên từ hàng ghế khán giả, chộp lấy micro và nói: "Taylor, tôi rất mừng cho bạn. Tôi sẽ không làm phiền bạn lâu đâu nhưng Beyonce mới là người sở hữu video ca nhạc xuất sắc nhất mọi thời đại". Câu nói cuối thậm chí còn được chàng rapper nhắc lại 2 lần. Taylor đứng như trời trồng với vẻ hốt hoảng, không nói nên lời. Cả khán phòng nhìn chăm chăm vào Kayne và ngay khi anh rời khỏi sân khấu, họ lập tức cổ vũ nhiệt tình cho ngôi sao nhạc đồng quê. Beyonce, người được nhắc đến trong câu nói của Kayne đã mời Taylor Swift nhận giải và phát biểu cùng cô. Cử chỉ của Beyonce đã được báo giới khen ngợi rất nhiều sau đó.
- Năm 2010, Lady Gaga đại thắng với 13 đề cử và thắng tới 7 giải cho video "Bad Romance", video được mệnh danh là video vĩ đại nhất thập niên 2000 bởi việc quay phim, chủ đề và xử lý hình ảnh công phu, và 1 giải cho "Telephone". Cũng trong VMAs năm này, Lady Gaga gây sốc với bộ váy thịt. Với 8 giải thắng năm 2010, cô đồng hạng với ban nhạc a-ha về số giải MTV VMAs thắng, chỉ sau Madonna (20 giải). Justin Bieber thì đạt kỷ lục là người trẻ nhất thắng MTV VMAs cho "Nghệ sĩ mới xuất sắc nhất".
- Năm 2011, Gaga tiếp tục gây sốc với phiên bản giả nam của cô tại VMAs. Gaga đã trao giải "MTV VMAs huyền thoại" cho Britney Spears và bình luận, "nền công nghiệp nhạc sẽ giống hệt nhau mà không có Britney." Cũng tại năm này, Gaga và Britney đã suýt khóa môi nhau, gợi lại màn hôn giữa Madonna, Christina Aguilera và Britney Spears năm 2003.

## Địa điểm tổ chức

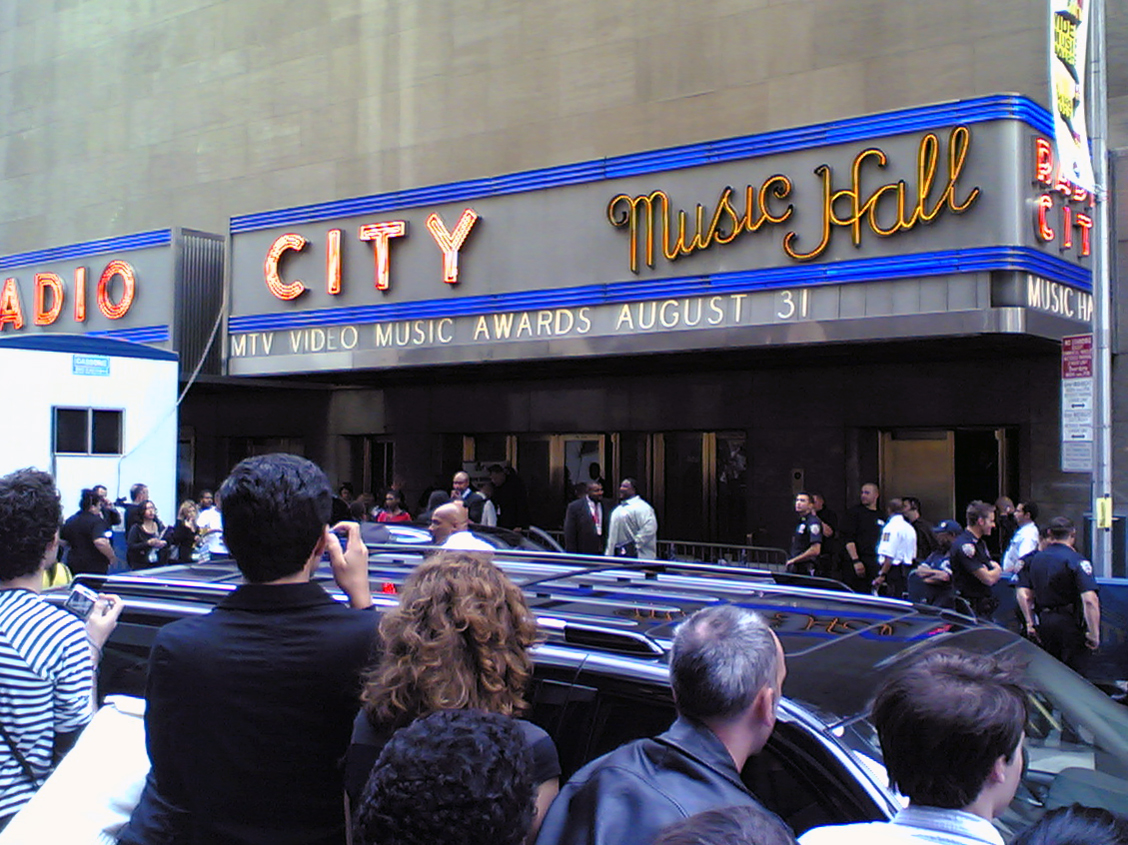
Radio City Music Hall, địa điểm tổ chức MTV VMAs của các năm 1984, 1985, 1994-1997, 2000, 2002, 2003, 2006 và 2009.

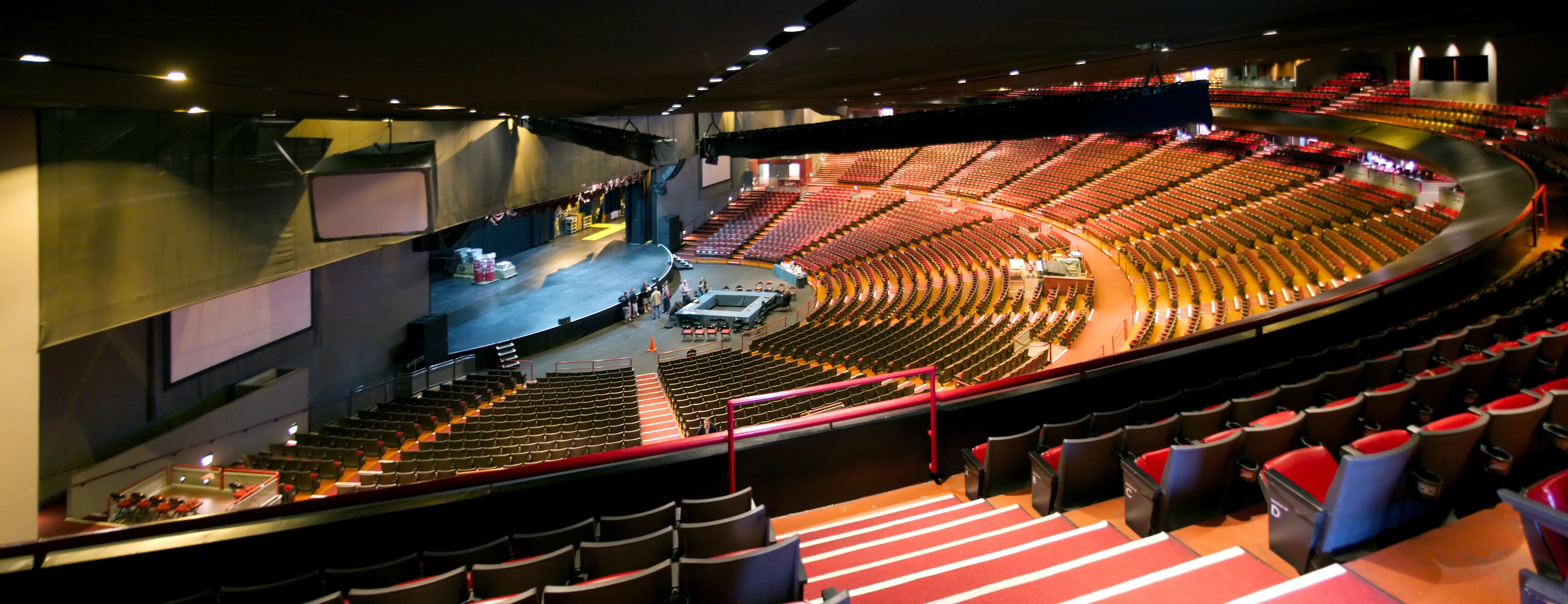
Gibson Amphitheatre, địa điểm tổ chức MTV VMAs năm 1987-1991, 1993 và 1998.

| Thời điểm           | Địa điểm                              | Thành phố             | Người tổ chức                 |
| ------------------- | ------------------------------------- | --------------------- | ----------------------------- |
| 14 tháng 9 năm 1984 | Radio City Music Hall                 | New York              | Dan Aykroyd và Bette Midler   |
| 13 tháng 9 năm 1985 | Radio City Music Hall                 | New York              | Eddie Murphy                  |
| 5 tháng 9 năm 1986  | The Palladium, Gibson Amphitheatre    | New York, Los Angeles | MTV VJs                       |
| 11 tháng 9 năm 1987 | Gibson Amphitheatre                   | Los Angeles           | MTV VJs                       |
| 7 tháng 9 năm 1988  | Gibson Amphitheatre                   | Los Angeles           | Arsenio Hall                  |
| 6 tháng 9 năm 1989  | Gibson Amphitheatre                   | Los Angeles           | Arsenio Hall                  |
| 6 tháng 9 năm 1990  | Gibson Amphitheatre                   | Los Angeles           | Arsenio Hall                  |
| 5 tháng 9 năm 1991  | Gibson Amphitheatre                   | Los Angeles           | Arsenio Hall                  |
| 9 tháng 9 năm 1992  | UCLA's Pauley Pavilion                | Los Angeles           | Dana Carvey                   |
| 2 tháng 9 năm 1993  | Gibson Amphitheatre                   | Los Angeles           | Christian Slater              |
| 8 tháng 9 năm 1994  | Radio City Music Hall                 | New York              | Roseanne Barr                 |
| 7 tháng 9 năm 1995  | Radio City Music Hall                 | New York              | Dennis Miller                 |
| 4 tháng 9 năm 1996  | Radio City Music Hall                 | New York              | Dennis Miller                 |
| 4 tháng 9 năm 1997  | Radio City Music Hall                 | New York              | Chris Rock                    |
| 10 tháng 9 năm 1998 | Gibson Amphitheatre                   | Los Angeles           | Ben Stiller                   |
| 9 tháng 9 năm 1999  | Metropolitan Opera House              | New York              | Chris Rock                    |
| 7 tháng 9 năm 2000  | Radio City Music Hall                 | New York              | Marlon Wayans và Shawn Wayans |
| 6 tháng 9 năm 2001  | Metropolitan Opera House              | New York              | Jamie Foxx                    |
| 29 tháng 8 năm 2002 | Radio City Music Hall                 | New York              | Jimmy Fallon                  |
| 28 tháng 8 năm 2003 | Radio City Music Hall                 | New York              | Chris Rock                    |
| 29 tháng 8 năm 2004 | American Airlines Arena               | Miami                 | Không có                      |
| 28 tháng 8 năm 2005 | American Airlines Arena               | Miami                 | Sean "Diddy" Combs            |
| 31 tháng 8 năm 2006 | Radio City Music Hall                 | New York              | Jack Black                    |
| 9 tháng 9 năm 2007  | The Palms Hotel and Casino            | Las Vegas             | Không có                      |
| 7 tháng 9 năm 2008  | Paramount Pictures                    | Los Angeles           | Russell Brand                 |
| 13 tháng 9 năm 2009 | Radio City Music Hall                 | Thành phố New York    | Russell Brand                 |
| 12 tháng 9 năm 2010 | Nokia Theater                         | Los Angeles           | Chelsea Handler               |
| 28 tháng 8 năm 2011 | Nokia Theater                         | Los Angeles           | Không có                      |
| 6 tháng 9 năm 2012  | Trung tâm Staples                     | Los Angeles           | Kevin Hart                    |
| 25 tháng 8 năm 2013 | Trung tâm Barclays                    | Thành phố New York    | Không có                      |
| 24 tháng 8 năm 2014 | The Forum                             | Inglewood, California | Không có                      |
| 30 tháng 8 năm 2015 | Microsoft Theater                     | Los Angeles           | Miley Cyrus                   |
| 28 tháng 8 năm 2016 | Madison Square Garden                 | New York              | Không có                      |
| 27 tháng 8 năm 2017 | The Forum                             | Inglewood, California | Katy Perry                    |
| 20 tháng 8 năm 2018 | Radio City Music Hall                 | New York              | Không có                      |
| 26 tháng 8 năm 2019 | Trung tâm Prudential                  | Newark, New Jersey    | Sebastian Maniscalco          |
| 30 tháng 8 năm 2020 | VR Model of the Empire State Building | Thành phố New York    | Keke Palmer                   |
| 12 tháng 9 năm 2021 | Trung tâm Barclays                    | Brooklyn, New York    | Doja Cat                      |
| 28 tháng 8 năm 2022 | Trung tâm Prudential                  | Newark, New Jersey    | TBD                           |

## Các hạng mục đề cử

### Hạng mục bình chọn
Người chiến thắng trong các hạng mục sau được lựa chọn bằng phiếu bầu của người hâm mộ thông qua quá trình bỏ phiếu.
- Video của năm
- Nghệ sĩ của năm
- Bài hát của năm
- Nghệ sĩ mới xuất sắc nhất
- Push Performance of the Year
- Nhóm nhạc xuất sắc nhất
- Best Collaboration
- Best Pop
- Best Rock
- Best Hip-Hop
- Best R&B
- Best Alternative
- Best Latin
- Best K-Pop
- Video for Good
- Best Long Form Video
- Song of Summer
- Show of the Summer
- Video xuất sắc nhất của nam ca sĩ
- Video xuất sắc nhất của nữ ca sĩ

### Hạng mục chuyên môn
Người chiến thắng ở các hạng mục sau đây được lựa chọn bởi các thành viên trong ngành âm nhạc.
- Best Direction
- Best Choreography
- Best Visual Effects
- Best Art Direction
- Best Editing
- Best Cinematography

## Chiến thắng nhiều nhất
| Nghệ Sĩ           | Năm     | Số Giải Thưởng |
| ----------------- | ------- | -------------- |
| Taylor Swift      | 2003–24 | 30             |
| Beyonce           | 2009–23 | 25             |
| Madonna           | 1986–99 | 20             |
| Lady Gaga         | 2009–20 | 18             |
| Peter Gabriel     | 1987–94 | 13             |
| Eminem            | 1999–14 | 13             |
| R.E.M.            | 1989–95 | 12             |
| Justin Timberlake | 2003–13 | 11             |
| Green Day         | 1998–09 | 11             |
| Aerosmith         | 1990–98 | 10             |
| BTS               | 2019–22 | 10             |